# Stijn Stijnen
Stijn Stijnen (Hasselt, 7 aprile 1981) è un ex calciatore belga, di ruolo portiere.